# Ajourtricot

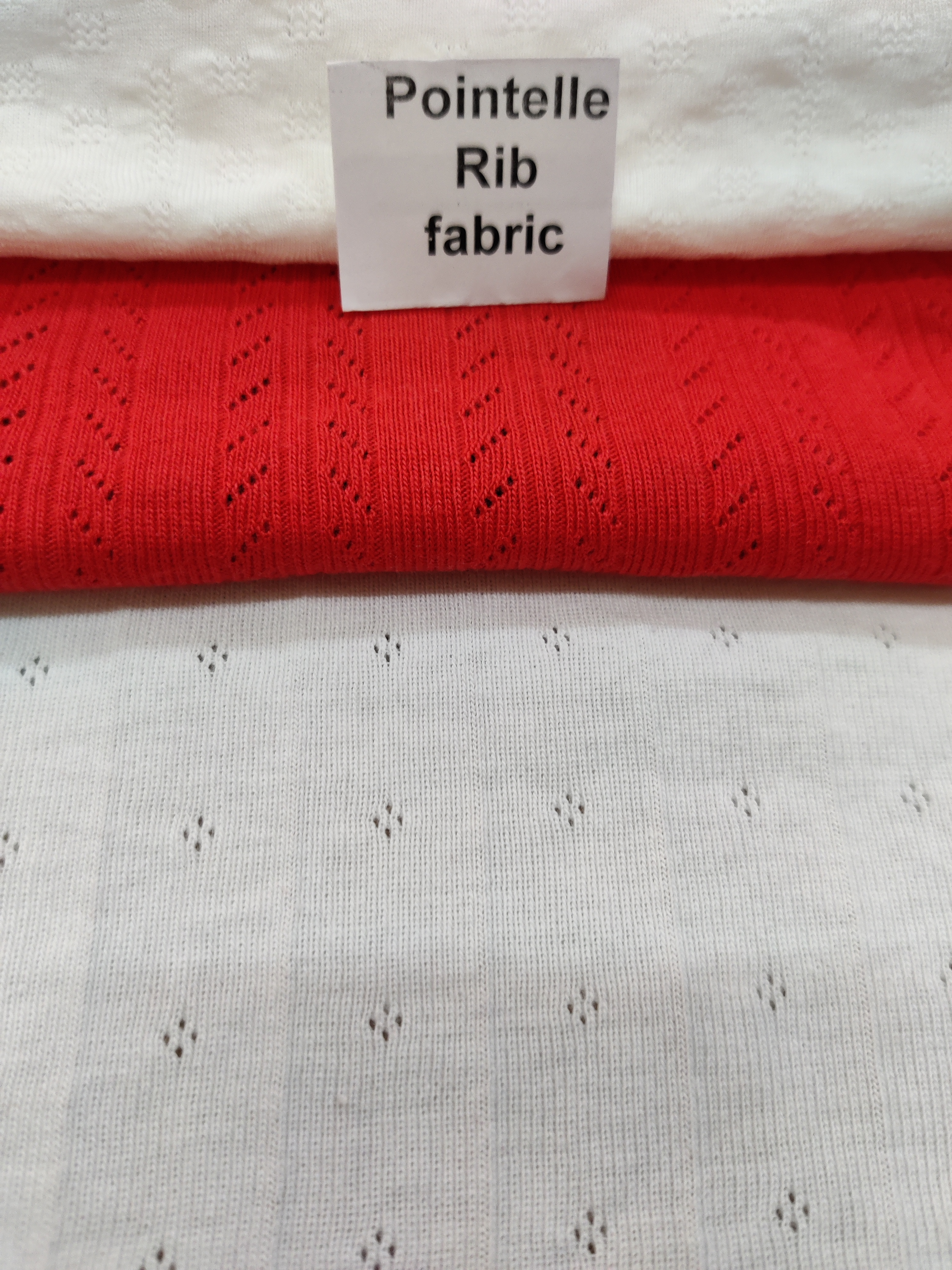
Ajourtricot

Ajourtricot, ook wel pointoille of pointelle (Frans) genoemd, is een stof die bestaat uit tricot met een ingebreid fijn gaatjesmotief, enigszins vergelijkbaar met ajourbreiwerk.
Tricotstof is door de toegepaste breitechniek een rekbare stof, meestal gemaakt van katoen, met eventueel toevoeging van elastische vezels zoals elasthaan wat de rekbaarheid vergroot. Ajourtricot is door de toevoeging van een gaatjespatroon een lichte en luchtige maar ook kwetsbare stof.
De productie van ajourtricot is ingewikkeld en vereist een breimachine met een jacquard-instelling, waarmee patronen via ponskaarten, of bij modernere machines, computergestuurd, ingebreid worden. Bij het breien vormt het garen geen volledige lus, zodat een gaatje ontstaat.
De stof wordt vooral gebruikt voor kleding die zacht en luchtig van aard is, zoals zomerhemdjes en -truitjes, T-shirts, pyjama's, ondergoed en babykleding.